# Pietà (Murialdo)
La pietà è la tredicesima delle quindici "casse" che vengono portate a spalla durante la processione del Venerdì Santo che si svolge a Savona ogni due anni, negli anni pari.

## Caratteristiche
Scultura lignea opera di Stefano Murialdo del 1833, è conservata nell'Oratorio di Nostra Signora di Castello. Le sue dimensioni sono di 1,95 x 1,55 x 1,25 m ed è portata a spalla da 12 portatori per tappa. Raffigura la Madonna, con il cuore trafitto da sette spade, che tiene tra le braccia il corpo di Gesù appena calato dalla croce. L'opera fu ritoccata da Antonio Brilla nel 1842 e poi restaurata nel 1936 e 2000.